# Vas(II)-oxid
A vas(II)-oxid szervetlen vegyület, a vas egyik oxidja, képlete FeO. Ásványi formája a wüstit. Fekete színű por, melyet néha összetévesztenek a rozsdával, ám az hidratált vas(III)-oxid (ferri-oxid). Vas(II)-oxidnak hívják azt a rokon, nem sztöchiometrikus összetételű, jellemzően vashiányos vegyületcsaládot is, melynek képlete az Fe0,84O–Fe0,95O tartományba esik.

## Előállítása
Előállítható vas(II)-oxalát hőbontásával:
FeC2O4 → FeO + CO2 + CO
A reakciót védőgáz alatt hajtják végre, hogy elkerüljék a vas(III)-oxid képződését. Hasonló eljárás használható a mangán(II)-oxid és az ón(II)-oxid előállítására is.
Sztöchiometrikus FeO állítható elő Fe0,95O és fém vas 770 °C-on és 36 kbar nyomáson történő hevítésével.

## Reakciói
575 °C alatt termodinamikailag instabil, diszproporcióra hajlamos, melynek során fém vas és Fe3O4 keletkezik:
4 FeO → Fe + Fe3O4

## Szerkezete
Köbös kősó szerkezetű, melyben a vasatomokat oktaéderesen oxigénatomok veszik körül, míg az oxigénatomokhoz oktaéderesen vasatomok koordinálódnak. A sztöchiometrikustól eltérő összetétel azért fordulhat elő, mert a vas(II) könnyen vas(III)-má oxidálódik, ami miatt a FeII egy kis részét valójában kétharmadannyi FeIII helyettesíti, melyek a szoros illeszkedésű oxidrácsban tetraéderes helyzetet foglalnak el.
200 K alatt a szerkezet némileg módosul, romboéderes szimmetriájúvá válik, az anyag pedig antiferromágneses lesz.

## Természetes előfordulása
A földköpeny mintegy 9%-át vas(II)-oxid alkotja. A köpenyen belül elektromosan vezető lehet, ami megmagyarázhatja a Föld forgásának azon zavarait, melyeket a földköpeny elfogadott tulajdonságain alapuló modellek még nem tudnak kellően leírni.

## Felhasználása
Színezékként használják, az FDA kozmetikumokban és egyes tetováló tintákban is engedélyezi a felhasználást. Felhasználható az otthoni akváriumokból a foszfátok kiszűrésére is.

## Fordítás
Ez a szócikk részben vagy egészben  az   Iron(II) oxide című angol Wikipédia-szócikk ezen változatának fordításán alapul.  Az eredeti cikk szerkesztőit annak laptörténete sorolja fel. Ez a jelzés csupán a megfogalmazás eredetét és a szerzői jogokat jelzi, nem szolgál a cikkben szereplő információk forrásmegjelöléseként.

## További olvasnivalók
- http://webmineral.com/data/Wustite.shtml (angolul)